# Mosze Ja’alon
Mosze Ja’alon (hebr.: משה יעלון, ang.: Moshe Ya'alon, ur. 24 czerwca 1950 w Kirjat Chajjim w obszarze metropolitalnym Ha-Kerajot) – izraelski wojskowy i polityk. Raw alluf, szef Amanu i szef Sztabu Generalnego Sił Obronnych Izraela. W latach 2009–2013 wicepremier i minister planowania strategicznego, w 2009 minister bez teki, w latach 2013–2016 minister obrony. W latach 2009–2016 oraz od 2019 poseł do Knesetu.

## Życiorys
Urodził się w Kirjat Chajjim, w okolicach Hajfy.

### Kariera wojskowa
W wojsku służył od 1968 do 2005 i brał udział, najpierw jako zwykły żołnierz, a z czasem dowódca kolejnych oddziałów we wszystkich wojnach prowadzonych w tym czasie przez Izrael od wojny Jom Kipur, poprzez operację Litani, wojnę libańską, pierwszą intifadę, po intifadę Al-Aksa.
Służył, a następnie dowodził oddziałami specjalnymi Sajjeret Matkal, a następnie całą 35. Brygadą Spadochronową. W latach 1992–1993 dowodził dywizją Judei i Samarii.
W latach 1995–1998 dowodził wywiadem wojskowym (Aman), by następnie objąć dowództwo nad Dowództwem Centralnym (w latach 1999–2000). Zwieńczeniem jego kariery była praca w Sztabie Generalnym Sił Obronnych Izraela, którego szefem w stopniu raw allufa był od 9 lipca 2002 do 1 czerwca 2005.

### Praca badawcza

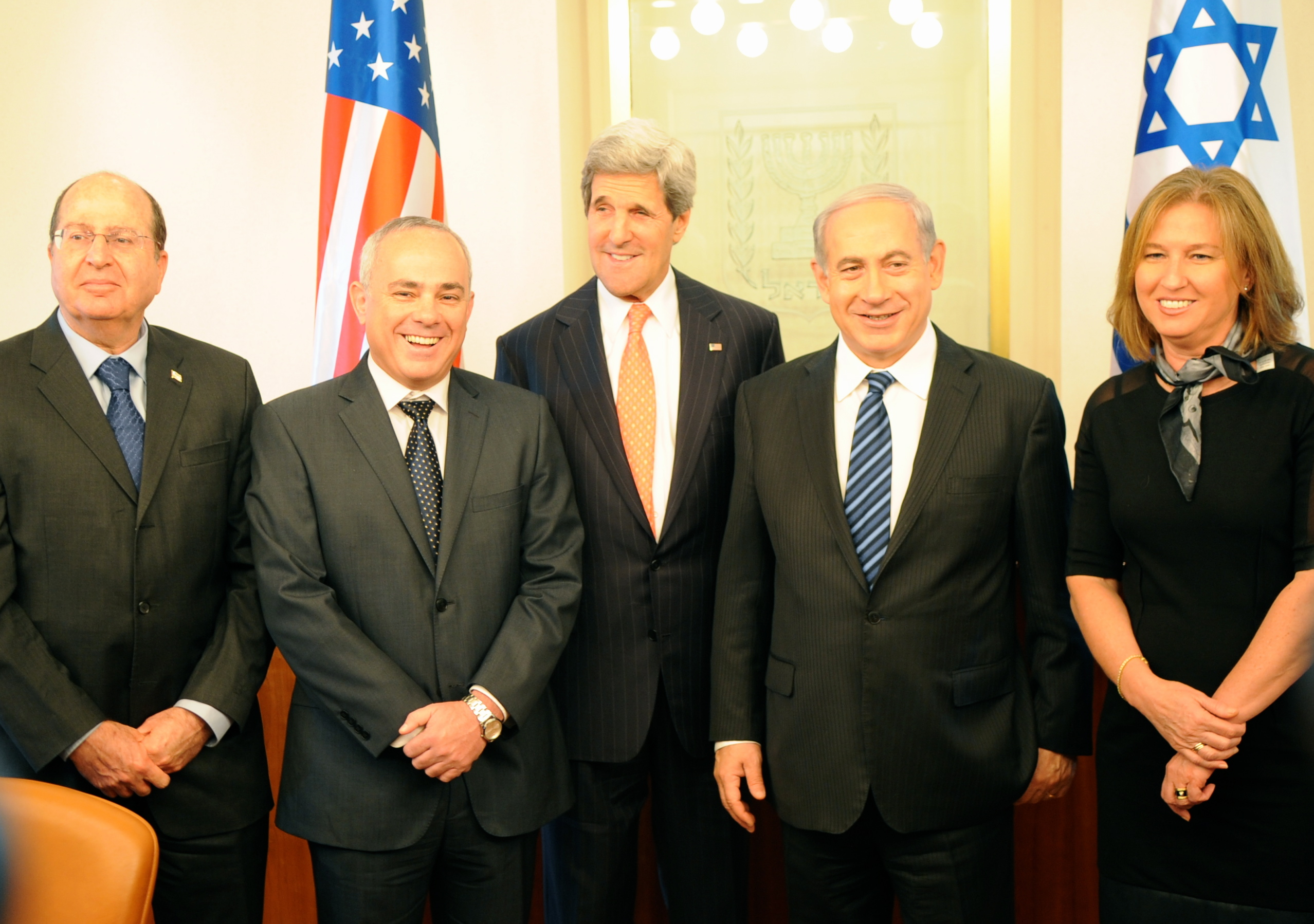
Mosze Ja’alon, Juwal Steinitz, John Kerry, Binjamin Netanjahu i Cippi Liwni (2013)

Po odejściu z wojska pracował kilka lat w instytutach badawczych i think-tankach – Instytucie Merkaz Szalem, Adelson Institute for Strategic Studies oraz Washington Institute for Near East Policy. Efektem jego prac była propozycja nowej strategii dotyczącej konfliktu izraelsko-palestyńskiego.

### Kariera polityczna

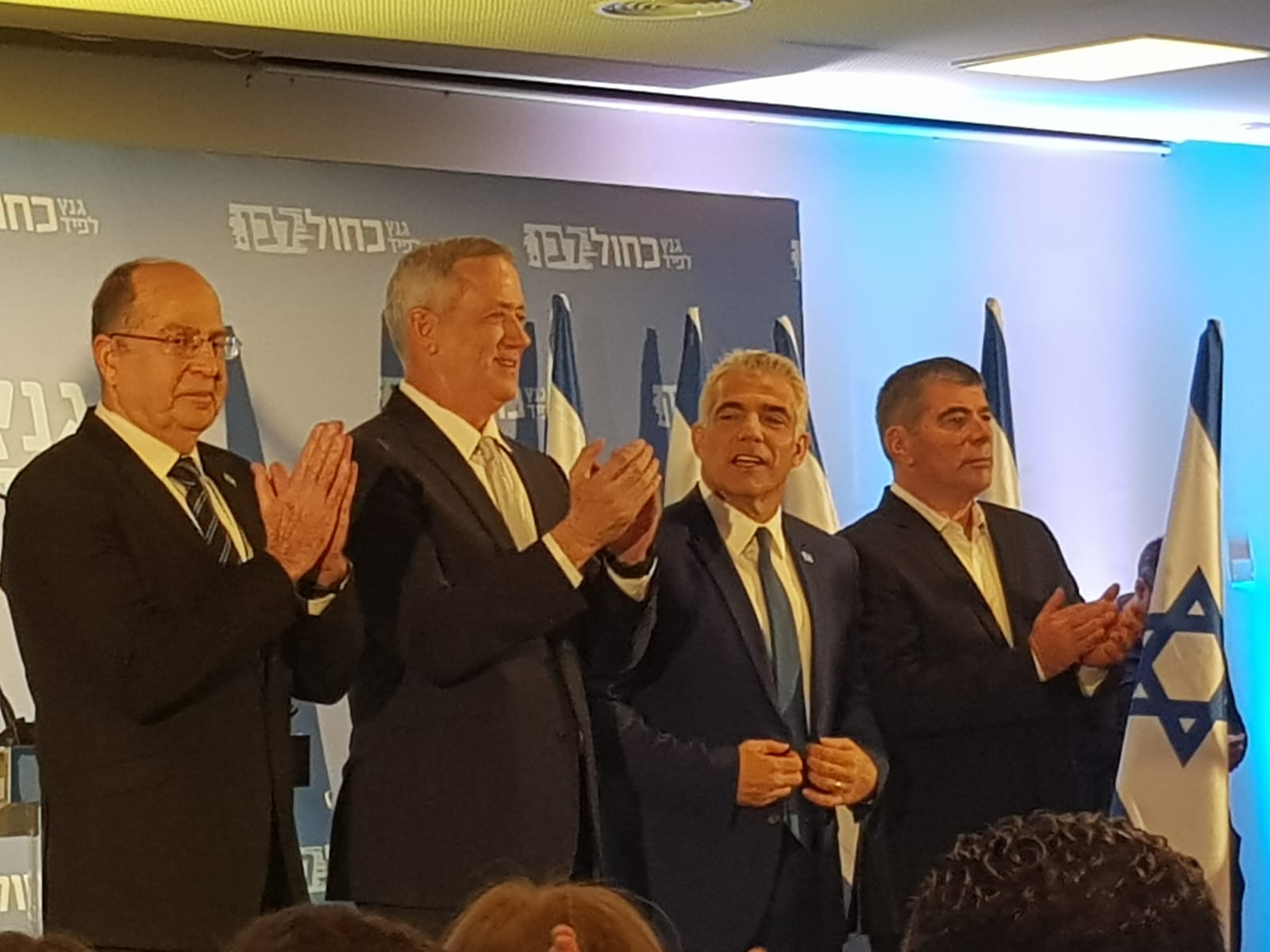
Liderzy Niebiesko-Białych: Mosze Ja’alon, Beni Ganc, Ja’ir Lapid i Gabi Aszkenazi (2019)

Zaproponowano mu miejsce na listach wyborczych Likudu. Po raz pierwszy dostał się do 18. Knesetu, w wyborach w 2009. Otrzymał wówczas tekę ministra planowania strategicznego oraz wywiadu, a także został jednym z dwóch, obok Silwana Szaloma, wicepremierów w rządzie Binjamina Netanjahu. Obie te funkcje pełnił przez pełną kadencję od 31 marca 2009 do 18 marca 2013.
W wyborach w 2013 ponownie zdobył mandat, zaś w kolejnym rządzie Netanjahu został ministrem obrony Izraela. W przedterminowych wyborach w 2015 dostał się do Knesetu po raz trzeci, a Binjamin Netanjahu ponownie zaproponował mu objęcie teki ministra obrony w swoim nowym rządzie. Pozostał na stanowisku do 22 maja 2016, kiedy zastąpił go Awigdor Lieberman, dzień później zrezygnował z zasiadania w parlamencie, a mandat po nim objął Jehuda Glik.
W 2019 stanął na czele partii Telem – ugrupowania nawiązującego nazwą do partii założonej w 1981 przez Moszego Dajana i Mordechaja Ben-Porata. Telem wraz z partiami Moc Izraela Beniego Ganca i Jest Przyszłość Ja’ira Lapida stworzyło centrową listę wyborczą Niebiesko-Biali na kwietniowe wybory parlamentarne w 2019 roku. Ugrupowanie zajęło 2. miejsce zdobywając 1 123 929 głosów (26,11%). Przełożyło się to na 35 mandatów w Knesecie XXI kadencji (tyle samo co zwycięski Likud). Ja’alon powrócił do parlamentu po trzyletniej nieobecności.